# Jiří Kovařík
Jiří Kovařík (* 19. Juli 1963) ist ein ehemaliger tschechischer Eishockeyspieler, der während seiner aktiven Karriere unter anderem in der tschechoslowakischen 1. Liga spielte und an zwei Spielzeiten in der deutschen 1. Liga Nord teilnahm.

## Karriere
Kovařík spielte ab der Saison 1985/86 in der 1. tschechoslowakischen Liga für den HC Pardubice als Stürmer. Er wurde in dieser Zeit mit der Mannschaft zweimal tschechoslowakischer Meister. Erstmals gelang dies in der Saison 1986/87 und das zweite Mal 1988/89. In der Spielzeit 1992/93 wechselte er zu den Hammer Eisbären in die Regionalliga. Dort gelang es ihm in 19 Spielen 35 Tore zu erzielen und 27 Vorlagen zu geben. Damit avancierte er zum Hammer Publikumsliebling. Nach dem Aufstieg der Mannschaft in die Oberliga spielte er weiter für Hamm und kam in der Saison 1993/94 auf 104 Scorerpunkte. Der ASV Hamm stieg erneut auf und spielte ab der Saison 1994/95 in der neuen zweithöchsten deutschen Spielklasse der 1. Liga Nord. Der Tscheche blieb der Leistungsträger der Hammer Eisbären und brachte es in dieser Spielzeit auf 142 Scorerpunkte. In der darauffolgenden Saison verließ er nach der Hauptrunde, in der er 53 Scorerpunkte erzielt hatte, den Verein. Ab der Saison 1997/98 spielte er in der 2. Liga Süd für den EHC Waldkraiburg.
Nachdem die Hammer Eisbären 1998 wegen Insolvenz aufgelöst worden waren, trat an die Stelle des Zweitligisten der neu gegründete ESC Hamm. Dieser spielte besetzt mit zahlreichen ehemaligen Spielern der Eisbären wieder in der Regionalliga NRW. In der Saison 1999/2000 kam es bei den Hammer Huskies zu einem Spielerengpass. Um diesen zu überwinden, wurde Kovařík angefragt, ob er nicht für einige Spiele an die alte Wirkungsstätte in Hamm zurückkommen möchte. Kovařík, der in seine Heimat nach Tschechien zurückgekehrt war und seine Profikarriere beendet hatte, sagte für einige Spiele zu. Er kam zu den Partien jeweils aus Tschechien angereist. In drei Spielen schoss er fünf Tore und gab vier Vorlagen.
Gelegentlich ist er auch heute noch Gast in Hamm. Er nahm unter anderem 2007 am Elche Cup mit einer Auswahl der Hammer Eisbären teil und ist bis heute einer der beliebtesten Eishockeyspieler, die in Hamm aufgelaufen sind.
Am 7. September 2012 wurde er vor dem Saison-Eröffnungsspiel der Hammer Eisbären in deren „Hall of Fame“ aufgenommen.